# Triarthria parva
Triarthria parva är en tvåvingeart som först beskrevs av Townsend 1942.  Triarthria parva ingår i släktet Triarthria och familjen parasitflugor. Inga underarter finns listade i Catalogue of Life.